# Cladocroce gaussiana
Cladocroce gaussiana är en svampdjursart som först beskrevs av Jörn Hentschel 1914.  Cladocroce gaussiana ingår i släktet Cladocroce och familjen Chalinidae. Inga underarter finns listade i Catalogue of Life.